# Mastoptera guimaraesi
Mastoptera guimaraesi är en tvåvingeart som beskrevs av Wenzel 1966. Mastoptera guimaraesi ingår i släktet Mastoptera och familjen lusflugor. Inga underarter finns listade i Catalogue of Life.